# Cama patente
A cama patente de 1915 se tornou um marco na história do design do mobiliário brasileiro. Foi projetada por Celso Martínez Carrera (1883-1955), espanhol da Galiza radicado em São Paulo, que emigrara para o Brasil em 1906 e trabalhara na marcenaria da Companhia Estrada de Ferro Araraquara, antes de abrir sua própria oficina.
Construída com madeiras torneadas, suas formas eram muito simples, suas linhas puras e leves. Era composta por um conjunto básico de três partes, cabeceira, suporte para o pé e estrado, primando por seu conceito funcional e eficiente, o que permitiu sua industrialização a preços populares.
A primeira cama patente foi fabricada em Araraquara e destinava-se a substituir, numa clínica médica, camas de ferro que eram anteriormente importadas da Inglaterra. O início da primeira guerra mundial dificultou as importações e muito favoreceu as vendas das camas patentes inventadas e fabricadas no Brasil.
A Industria Cama Patente L. Liscio S/A foi fundada em Araraquara e depois transferida para São Paulo, onde funcionou até 1968. Apesar da controvérsia a respeito da autoria do projeto da cama, essa empresa, que se tornou a detentora legal da patente, foi a precursora da produção moveleira seriada no país, e conseguiu conquistar todo o mercado brasileiro.
As versões mais simples da cama patente se transformaram num verdadeiro sucesso de vendas por todo o Brasil, sendo comercializadas nas principais redes de lojas de departamentos da época, como o Mappin e o Mesbla, Cássio Muniz e Casa Alemã. As almofadas das cabeceiras e peseiras das camas tradicionais foram suprimidas, bem como os encaixes e parafusos. Foram usadas alças com contra pinos que agilizam a montagem; estrados com mola de tensão e ganchos especiais, que impedem deformações e aumentam a elasticidade; a parte superior da  cabeceira era feita de dois semiarcos recortados, que em marcenaria se chama cambota. Com o passar do tempo surgiram versões mais ornamentadas e almofadadas - como a Cama Nobre, a Cama Salete, a Maria Antonieta e a Cama Regência, que perderam a simplicidade formal do projeto original. Inicialmente fabricadas de imbuia e pinho, essas madeiras acabaram sendo substituídas por sucupira, madeira amendoim, pau-marfim e, algumas vezes, até jacarandá. A linha Patente incluía berços, poltronas e mesas de centro.
A cama patente acabou por se constituir num item básico do mobiliário brasileiro. Produzida, a partir de 1919, na cidade de São Paulo, na fábrica das Camas Patente que funcionou no bairro do Bom Retiro até 1968. Seu design foi retomado em versões contemporâneas, como a nova Cama Patente de Fernando Jaegger, que foi fabricada na década de 1980 e foi comercializada pela rede de distribuição de móveis contemporâneos Tok & Stok.